# Takeshi Watabe
Takeshi Watabe (jap. 渡部 猛 Watabe Takeshi; ur. 21 marca 1936, zm. 13 grudnia 2010) – japoński aktor i seiyū. Znany był głównie z użyczania głosu czarnym charakterom. Jego znane role to m.in. Kaminari w serii Doraemon i Gamabunta w serii Naruto.
Zmarł w 2010 roku na zapalenie płuc. Przed śmiercią zmagał się także z nowotworem płuc.

## Wybrane role

### Anime
- 1972: Tryton z morza – Posejdon
- 1976: Fantastyczny świat Paula – przywódca Korokki
- 1979: Doraemon – Kaminari
- 1980: Błękitny ptak
- 1983: Sōkō Kihei Votoms – Nehalco
- 1985: Aoki Ryūsei SPT Layzner – Gresco
- 1987: Chōjinki Metalder – Bóg Neros
- 1987: City Hunter – Fuyuki
- 1988: Mały lord – Dorin Court Earl
- 1988: Dagon – Geppo
- 1989: Kimba, biały lew – szef
- 1989: Dragon Quest – Baramos
- 1991: City Hunter ’91 – prezydent
- 1992: Uchū no kishi Tekkaman Blade – Weaver
- 1992: Yu Yu Hakusho – Byakko
- 1993: Szum morza – dyrektor
- 1995: Jūkō B-Fighter – Gaomu
- 1995: Kombinezon bojowy Gundam Wing – dziadek Ginty
- 1996: Detektyw Conan – Tachibana
- 1996: Dragon Ball GT – Mutchi-Motchi
- 1996: Sailor Moon Sailor Stars – Kiriyama
- 1997: Pokémon – Doktor Shakuji
- 1998: Beast Wars II –
  - BB,
  - Max B
- 1998: Cowboy Bebop – Hex
- 2001: Noir – Tristan
- 2002: Jūni kokuki – Masashi Nakajima
- 2002: Naruto – Gamabunta
- 2003: Sonic X – Yellow Zelkova
- 2004: Paranoia Agent – przewodniczący
- 2004: Monster – detektyw
- 2004: Samurai Champloo – Ingen Osho
- 2007: Naruto Shippūden – Gamabunta[a]
- 2007: Romeo x Juliet – ksiądz
- 2008: Golgo 13 –
  - Don Giovanni,
  - Tommy Navarro
- 2010: Shin-chan – Ikebukuro